# Septo pelúcido

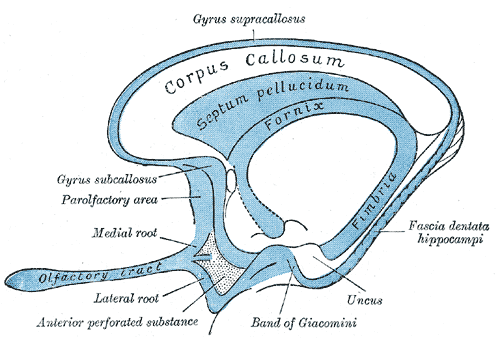
Aparentemente serve apenas para separar os ventrículos, prevenindo transtornos no sistema límbico.

O septo pelúcido (do latim septum pellucidum, divisória transparente) é composto por duas lâminas verticais de tecido nervoso do sistema nervoso central situada entre os dois hemisférios do cérebro. Localiza-se inferior ao corpo caloso, superior ao fórnix e entre os ventrículos laterais. O septo pelúcido é uma lâmina dupla de tecido nervoso misto que separa os dois ventrículos laterais. Em um adulto, tem aproximadamente 3cm de altura e 2 a 3mm de espessura.

## Patologia
Sua ausência é rara, afetando 2-3 em cada 100.000 habitantes, estando associado a outras má-formações, como displasia septo-óptica, anormalidades no corpo caloso ou com hidrocefalia.